# Judaísmo en Rugrats
La serie de televisión animada Rugrats se ha destacado por su representación del judaísmo, una dinámica rara vez representada en la programación animada estadounidense durante la transmisión de la serie (1991-2004). Seis episodios de la serie están dedicados a las festividades judías y a explicar su historia, y se muestra que la familia Pickles es en parte judía.
El primer especial de vacaciones judías de Rugrats fue sugerido al personal de producción en 1992 por los ejecutivos de Nickelodeon como un especial dedicado a Janucá. En cambio, Germain lo transformó en un episodio del Pésaj y la serie no exploró un especial de Janucá hasta 1996. La reacción crítica a los temas judíos en Rugrats fue en gran medida positiva. Cada especial de vacaciones logró un alto número de espectadores según Nielsen Media Research y recibió críticas positivas. Sin embargo, la interpretación del personaje judío Grandpa Boris en una tira cómica de Rugrats de 1998 fue criticada por la Liga Antidifamación por aparente antisemitismo.

## Temas judíos

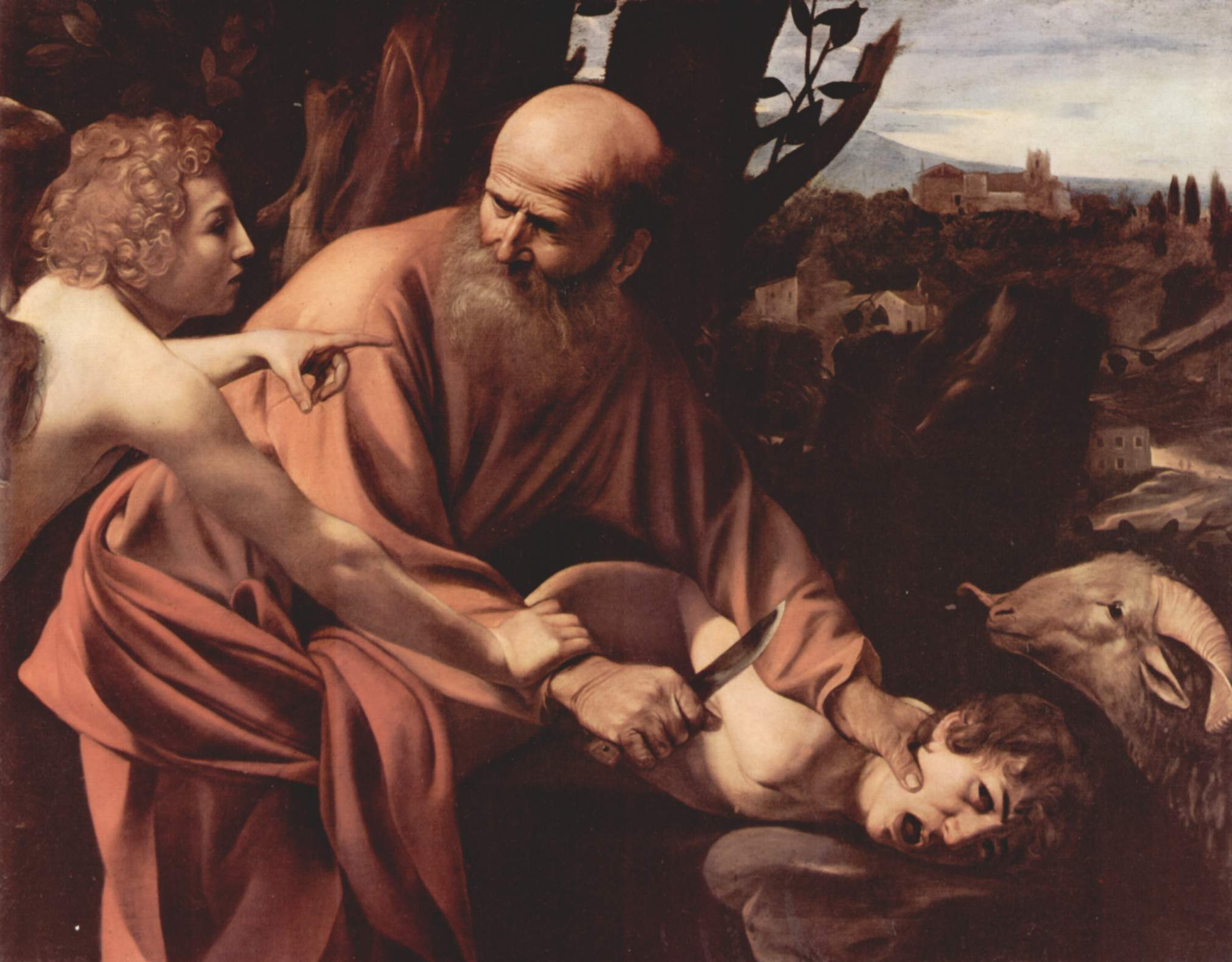
Las acciones de Tommy hacia Dil en The Rugrats Movie son paralelas al Sacrificio de Isaac.

### Contexto
En Rugrats, la raíz de los temas judíos proviene de los personajes Boris y Minka Kropotkin, los abuelos maternos judíos rusos de Tommy Pickles. Boris y Minka siguen las prácticas tradicionales judías asquenazíes y hablan con un marcado acento yiddish. Por lo tanto, Tommy y la familia Pickles participan en varias actividades judías a lo largo de la serie, particularmente durante las vacaciones. Sin embargo, mientras que Boris y Minka parecen practicar su fe con regularidad, rara vez se muestra que los Pickles participen en actividades religiosas fuera de las principales festividades.

### Rugrats(1991-2004)

#### Pascua de Rugrats (1995)
El episodio A Rugrats Passover (temporada 3, episodio 26) sigue a los personajes principales, Tommy, Phil, Lil, Chuckie y Angélica, cuando llegan a la residencia Kropotkin para celebrar el Séder de Pésaj junto a Boris y Minka, y se imaginan a sí mismos como figuras judías; en particular, Tommy como Moisés y Angélica como el faraón del Éxodo, como lo cuenta Boris, quien accidentalmente encerró al grupo en el ático.

#### Una Janucá de Rugrats (1996)
En A Rugrats Chanukah (temporada 4, episodio 1), aunque el título de apertura del episodio simplemente dice Janucá, el abuelo judío de Tommy, Boris, les cuenta a los personajes principales la historia de la revuelta de los macabeos y se imaginan a sí mismos como personajes bíblicos. Tommy se ve a sí mismo como Judas Macabeo mientras que otros interpretan personajes judíos sin nombre. Se hace una referencia a la canción I Have a Little Dreidel, con Chuckie diciéndole a un bebé guardia que los dos solo están jugando con sus dreidels, a lo que Tommy agrega que los hicieron de arcilla, y la famosa línea de Tommy, "A baby's gotta do what a baby's gotta do" ("un bebé tiene que hacer lo que un bebé tiene que hacer"), se modifica a "A Macca-baby's gotta do what a Macca-baby's gotta do", una referencia a los Macabeos. También se mencionó la tradición de dar monedas de chocolate. Fue innovador en el sentido de que fue la primera serie infantil en transmitir un especial de Janucá, en una época en que los programas infantiles lanzaban con frecuencia episodios con temas navideños durante la temporada navideña.

### Rugrats: La película - Aventuras en pañales(1998)
En The Rugrats Movie, una película animada de 1998 producida por Nickelodeon Studios destinada a presentar al público al hermano menor de Tommy, Dil, hace una posible referencia indirecta al judaísmo. Tommy casi sacrifica a Dil a los monos hambrientos al verterle comida para bebés hecha con plátanos; la escena hace un paralelismo con el Sacrificio de Isaac.

### All Grown Up!(2003-2008)
En All Grown Up! (2003-2008), una continuación de Rugrats, que sigue a los personajes hasta su adolescencia, Tommy, que ahora tiene 11 años, parece apático hacia su herencia judía. En "Rachel, Rachel" (temporada 4, episodio 4), Tommy discute con Didi por haber sido obligado a asistir a la escuela hebrea y no muestra interés en ir hasta que se enamora de su compañera de clase, la titular Rachel. En un marcado contraste con la piedad de Rachel, se muestra que Tommy no tiene un conocimiento básico del judaísmo, no está familiarizado con el concepto de shabat y nunca ha seguido una dieta kosher. El hermano menor de Tommy, Dil, tampoco está interesado en el judaísmo y, para evitar que lo obliguen a asistir a la escuela hebrea en el futuro, funda su propia religión. Si bien la descripción de la laxitud de Tommy y Dil hacia su fe puede no ser necesariamente positiva, es realista en el contexto estadounidense. En 2006, el año en que se emitió el episodio, las estadísticas mostraron que la juventud judía estadounidense tenía un interés decreciente  en religión, con un 61% que creía en Dios y un 14% que decía que la religión jugaba un papel en su vida diaria.

## Contexto

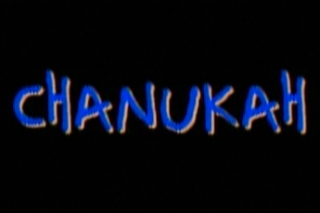
Título para el episodio de 1996 A Rugrats Chanukah. El concepto del episodio se remonta a 1992.

Boris y Minka son personajes basados en los tíos abuelos de Europa del Este de la cocreadora de Rugrats, Arlene Klasky, quien es judía. Klasky consideró esencial incluir temas judíos en la serie; en particular, creía que convertir a Didi en judío y al padre de Tommy, Stu, en cristiano era una dinámica crucial, ya que "era importante mostrar esa diferencia entre la familia." La propia Klasky creció con una madre judía y un padre no judío.
Boris y Minka aparecieron por primera vez en el primer episodio de la serie, "El primer cumpleaños de Tommy". Melanie Chartoff, la voz de Minka y judía también, ya había sido elegida para interpretar a Didi cuando su agente la llamó para probar un segundo papel de voz en la serie como Minka. Cuando se le dio la descripción del personaje, Chartoff sintió que era un cliché, pero aun así quiso probar para el papel. Al leer sus líneas, le resultó difícil captar la personalidad del personaje, ya que "aunque el programa había sido creado por judíos, este guion claramente no había sido escrito por ellos"; así que se tomó un descanso para poder investigar los recuerdos de su familia y concebir una personalidad para reflejar en la voz del personaje.
En 1992, los ejecutivos de Nickelodeon presentaron la idea de hacer un especial de Janucá al equipo de producción de Rugrats. Germain, sin embargo, respondió con un especial de Pésaj en su lugar, ya que consideró que era una "idea divertida" y de "interés histórico". Mientras escribían el guion del episodio, ahora titulado A Rugrats Passover, los escritores se vieron obligados a auditar muchos elementos de la representación de las diez plagas, particularmente la última, para que el episodio siguiera siendo accesible para los niños y no demasiado aterrador. Debido al éxito general de A Rugrats Passover, el personal de Rugrats decidió realizar el especial de Janucá y crearon A Rugrats Chanukah. Uno de los coguionistas del episodio, David Weiss, se había convertido del cristianismo al judaísmo poco antes de escribir el capítulo. También se crio como judío reformado cuando era niño.

## Recepción
Rugrats fue inusual entre los programas animados contemporáneos por su atención al ritual y la tradición judía. La representación de una cena Seder en A Rugrats Passover recibió la atención de la prensa como algo poco común en la programación infantil. El episodio también marcó el primer especial de Pascua que Nickelodeon transmitió, mientras que A Rugrats Chanukah marcó el primer programa animado televisado con el temas del Janucá.
La reacción de los fanes a los temas judíos en Rugrats ha sido abrumadoramente positiva. A Rugrats Passover y A Rugrats Chanukah son dos de los episodios más populares en la transmisión de la serie. El especial de Pesaj logró un rating Nielsen de 3.1 con una participación del 4.8% de los espectadores estadounidenses, lo que lo convirtió en la sexta transmisión por cable estadounidense más vista esa semana. Mientras tanto, el especial de Janucá recibió un rating Nielsen de 7.9 en Kids 2-11, el grupo demográfico clave del programa. Chartoff recibió una gran cantidad de cartas de admiradores elogiando la serie por detallar el judaísmo de manera sensible. Solo recibió una denuncia, de su madre, quien aseguraba que las caracterizaciones de Boris y Minka eran antisemitas.
Críticamente, el tratamiento de Rugrats del judaísmo también ha sido aclamado. Danny Goldberg escribió en su libro How The Left Lost Teen Spirit : "No puedo pensar en ningún otro programa de televisión, animado o de otro tipo, en el que las tradiciones judías se expresen tan claramente en el contexto de un entretenimiento de atracción masiva [que en Rugrats ]". Los autores Michael Atkinson y Laurel Shifrin, en su libro Flickipedia: Perfect Films for Every Occasion, Holiday, Mood, Ordeal, and Whim elogiaron la serie por celebrar "el judaísmo secular de la manera más sabia y entretenida". TV Guide incluyó a A Rugrats Chanukah en el puesto número 5 de su lista de los "10 mejores especiales clásicos de vacaciones familiares" de 1999, opinando que con el episodio, "Rugrats de Nickelodeon aseguró su lugar en la historia de la televisión". La revista judía en línea Schmooze incluyó a Tommy como el personaje judío ficticio número 1 de todos los tiempos. También escribieron que si alguien aún no había visto ninguno de los especiales navideños, su "educación judía está incompleta".
La serie ha recibido varios elogios por sus temas judíos. En 2001, Rugrats ganó un premio de imagen judía por "Logro destacado". A Rugrats Passover en sí recibió tres nominaciones de diferentes programas de premios de televisión. Fue nominado para un premio Primetime Emmy en la categoría Premio Primetime Emmy al programa animado excepcional (de menos de una hora), pero perdió ante el episodio de Los Simpson, La boda de Lisa.  En la 23ª edición de los premios anuales Annie, fue nominado en la categoría "Mejor logro individual por escribir en el campo de la animación", pero fue superado por el episodio The Tick vs. Arthur's Bank Account de la serie animada The Tick de Fox Kids. En 1995, fue la presentación de Rugrats para un premio CableACE; recibió una nominación pero no ganó. En 2007, el Museo de Arte Judío Sherwin Miller en Tulsa, Oklahoma, inauguró una exposición de imágenes bíblicas en el arte y la cultura pop, incluido un póster de Let My Babies Go!: A Passover Story, el libro ilustrado basado en A Rugrats Passover.

### Controversia
La Liga Antidifamación (ADL) criticó el diseño del abuelo Boris y lo acusó de antisemita. La controversia estalló cuando se publicó una tira cómica de Rugrats de 1998, que presentaba a Boris en una sinagoga recitando el Kaddish del doliente. La ADL emitió un comunicado diciendo que el diseño se parecía a las representaciones de judíos de la época nazi, y el hecho de que el personaje recitara la oración sagrada pervirtió su solemnidad. El Washington Post, el periódico que publicó la tira, emitió una declaración similar en su sección Nota del editor, criticando a Nickelodeon por no mostrar un mejor juicio al editar la tira.
Aunque el expresidente de Nickelodeon, Albie Hecht, él mismo judío, quedó estupefacto por la acusación y la consideró absurda, la empresa tuvo que responder en 1998 a través de Herb Scannell, presidente de la compañía, disculpándose con ADL. Scannell emitió un comunicado en el que prometía que ni la tira ni el personaje volverían a publicarse. En el comunicado, también señaló: "Desafortunadamente, los creadores de la tira cometieron un error de juicio al hacer referencia al Kadish. Estoy de acuerdo contigo en que, por bien intencionado que sea, el uso del Kadish en la tira cómica fue inapropiado." Abraham H. Foxman, Director Nacional de ADL, respondió a través de un comunicado de prensa en el que agradeció a Scannell por su rápida respuesta y felicitó a la compañía en general por comprender el problema en cuestión; Foxman concluyó diciendo: "Apreciamos el largo historial de programación creativa y de calidad de Nickelodeon y entendemos que no fue su intención ofender".